# Boidae
Este artículo trata de la familia de serpientes conocidas comunmente como boas. Para el género del mismo nombre, véase Boa.
Los boídos o boas (Boidae) son una familia de serpientes constrictoras, es decir que matan a sus presas por constricción, encerrándolas entre sus anillos.

## Características

### Anatomía
El cuerpo de la boa es alargado y normalmente cilíndrico. En general son de dimensiones grandes o extremadamente grandes. Entre las boas se encuentran algunas de las especies de serpientes más grandes, su cuerpo es tosco y macizo. En algunas especies arborícolas, sin embargo, es aplanado lateralmente, con una espina claramente visible. La cola es corta en relación con el cuerpo y comienza detrás de la cloaca. Los machos tienen hemipenes dispuestos en pares en la cola, las hembras tienen glándulas odoríferas allí. Los órganos internos, especialmente el estómago, son muy flexibles. La forma de la cabeza varía según la especie. A ambos lados de la cloaca presentan espolones, que son vestigios de las patas posteriores locomotoras.
La cabeza puede estar separada del cuello sin transición visible o claramente separada. Las mandíbulas superior e inferior no están firmemente unidas por articulaciones. Simplemente están sujetas por dos varillas rodeadas de ligamentos elásticos. Esta estructura permite que las dos mitades de la mandíbula se desenganchen, poseen un premaxilar desprovisto de dientes. Algunas especies tienen fosas labiales sensibles al calor, situadas en una hilera de escamas a lo largo del labio superior e inferior. Los ojos pequeños carecen de párpado y la pupila está hendida verticalmente. No poseen hueso supraorbital.
Los olores absorbidos por la lengua se liberan en dos depresiones del paladar. Desde allí hay una conexión con el cerebro. Este órgano se llama órgano de Jacobson en honor a su descubridor. Las boas no tienen oído, pero las vibraciones se perciben en la mandíbula inferior y se transmiten a través del estribo.
Pueden ser arborícolas, terrícolas, acuáticas o cavadoras.

## Dieta

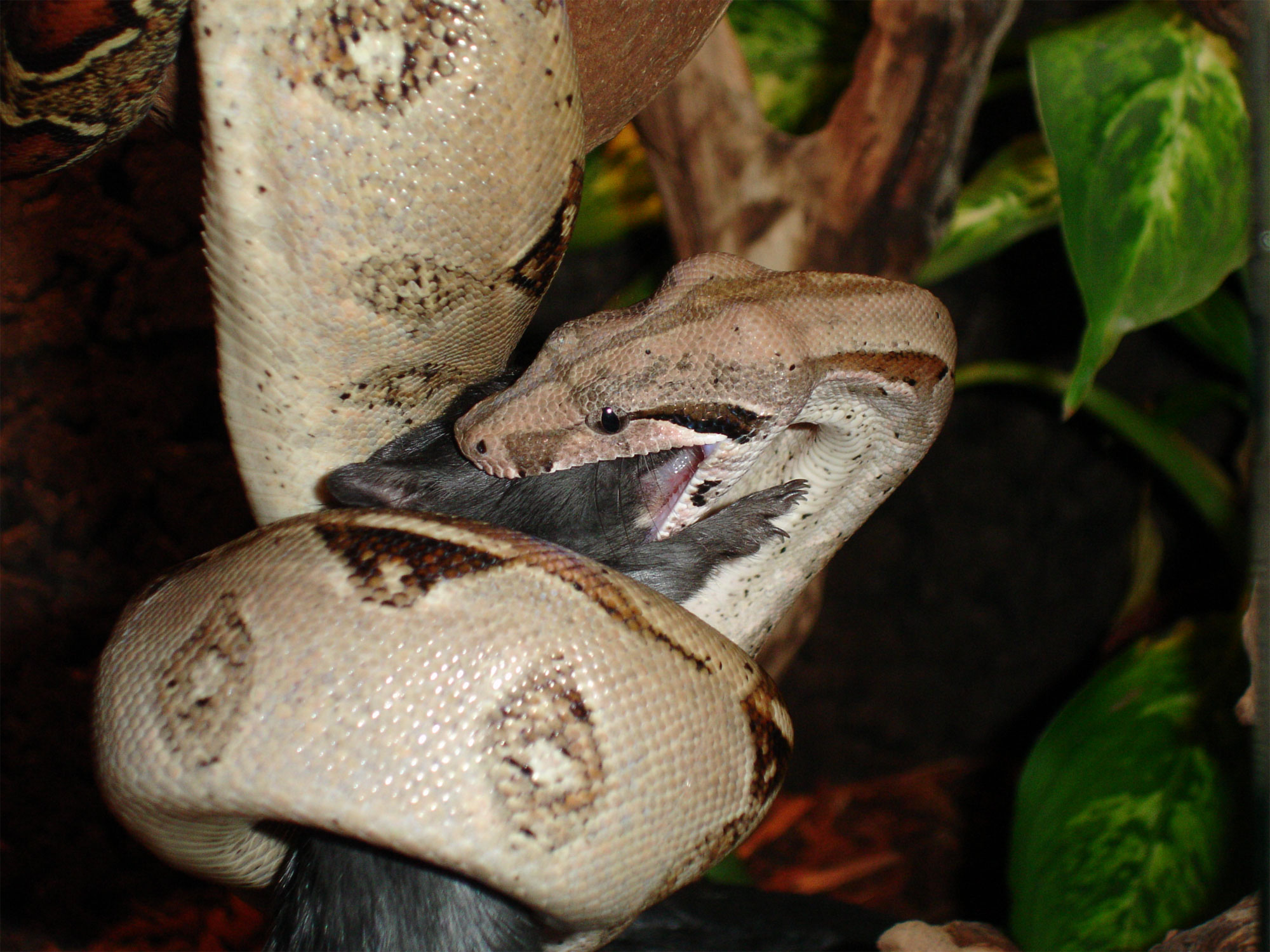
Boa constrictor imperator

Las boas matan a sus presas envolviéndolas, por eso también se las conoce como serpientes constrictoras. Envuelven a su presa con los poderosos músculos de su cuerpo hasta que muere de insuficiencia cardiovascular. Contrariamente a un mito de hace décadas, ni se rompen los huesos ni las víctimas se asfixian. Posteriormente, la víctima es tragada entera.
Las presas de las boas son principalmente mamíferos y aves. También pueden tragarse presas grandes que superen con creces el contorno de la serpiente. Las serpientes no tienen vejiga urinaria. La orina y las heces son excretadas a través de la cloaca. Una solución altamente concentrada de ácido clorhídrico forma el jugo gástrico de la boa, que disuelve incluso presas grandes al cabo de unos días. Los huesos también se digieren, sólo se excretan los dientes, el pelo y las garras.

## Reproducción
A diferencia de la mayoría de las otras serpientes, no hay diferencia de sexo en el tamaño corporal de las boas cuando la serpiente alcanza la madurez sexual. En otras especies de serpientes, el macho suele alcanzar antes la madurez sexual. Sin embargo, hay especies en las que las hembras crecen más que los machos.
Las boas son vivíparas (ovovivíparas). Una excepción es la pitón terrestre, que al igual que las pitones -de ahí su nombre- es ovípara (oviparous).

## Distribución geográfica
Presentan un área de dispersión muy amplia, ya que se pueden hallar en difundidos a través del continente americano, Europa Oriental, Asia Occidental, África Septentrional, Madagascar y en ciertas islas de Oceanía.

## Relación y diferencias con la familia Pythonidae
Son parientes cercanos, tanto los boideos como los pitónidos se distinguen por su carácter poco evolucionado, por ejemplo, no disponen de veneno, carencia que se ven obligados a suplir mediante el empleo de la técnica de constricción para matar a sus presas. Ambas familias varían en el tamaño de sus especies, habiendo algunas de gran tamaño y otras con dimensiones más discretas. Ambas son constrictoras, pero no son venenosas y algunas de las especies tienden a ser muy similares en apariencia, con cuerpos largos y gruesos.
Viven en lugares diferentes. Las boas viven en el hemisferio occidental, en América, aunque existen algunas especies en Madagascar. Suelen preferir lugares húmedos y selváticos, aunque hay algunas especies que se encuentran en África. En el caso de las pitones se encuentran en Asia, Australia y África.
Tienen diferencias físicas destacables, sobre todo en lo que se refiere al cráneo y las filas de dientes. Las boas constrictoras pueden llegar a ser muy largas, sobrepasando los cuatro metros. Sus cabezas poseen una menor cantidad de dientes. En el caso de las pitones también son muy largas, pero su cabeza tiene una estructura mucho más definida y poseen una buena cantidad de dientes. Las pitones se pueden distinguir de las boas en que tienen dientes en el premaxilar, un pequeño hueso en la parte frontal de la mandíbula.  
Las boas tienen reproducción vivípara (dan a luz a través de un saco vitelino y una membrana), mientras que las pitones son ovovivíparas (a partir de huevos mantenidos en el vientre). Hay algunas excepciones, ya que puede haber especies de boa de arena que ponen huevos (Ej.: Eryx johnii).

## Taxonomía
Se toman en cuenta las siguientes especies, según UICN:
- Chilabothrus:
  - Chilabothrus angulifer - Boa arbórea cubana (Bibron, 1840)
  - Chilabothrus inornatus - Boa de Puerto Rico (Reinhardt, 1843)
  - Chilabothrus monensis -  Boa de Mona (Zenneck, 1898)
  - Chilabothrus subflavus - Boa de Jamaica (Stejneger, 1901)
  - Chilabothrus granti - Boa de las Islas Vírgenes (Stull, 1933)
  - Chilabothrus striatus - Boa de la Española (Fischer, 1856)
  - Chilabothrus exsul - Boa de las islas Ábaco (Netting & Goin, 1944)
  - Chilabothrus strigilatus - Boa del sur de las Bahamas (Cope, 1863)
  - Chilabothrus argentum (Reynolds, Puente-Rolón, Geneva, Avilés-Rodríguez & Herrmann, 2016) - Boa de plata
- Corallus:
  - Corallus cropanii - Boa del Ribeira (Hoge, 1953)
  - Corallus annulatus -  Boa arborícola anillada (Cope, 1875)
  - Corallus batesi - Boa esmeralda del Amazonas (Gray, 1860)
  - Corallus caninus - Boa esmeralda (Linnaeus, 1758)
  - Corallus hortulanus - Boa arborícola amazónica (Linnaeus, 1758)
  - Corallus ruschenbergerii - Boa arborícola de Ruschenberger (Cope, 1876)
  - Corallus blombergi - Boa arborícola de Blomber (Rendahl & Vestergren, 1941)
- Boa constrictor:
  - Boa constrictor imperator - Boa común (Daudin, 1803)
  - Boa constrictor nebulosa - Boa de Dominica (Lazell, 1964)
  - Boa constrictor orophias - Boa de Santa Lucía (Linnaeus, 1758)
- Eryx:
  - Eryx jayakari - Boa de arena árabe (Boulenger, 1888)
- Candoia:
  - Candoia aspera - Boa de Nueva Guinea (Günther, 1877)
  - Candoia bibroni - Boa del Pacífico (Duméril & Bibron, 1844)
  - Candoia superciliosa - Boa de nariz biselada de Palau (Günther, 1863)
- Eunectes:
  - Eunectes beniensis - Anaconda boliviana (Dirksen, 2002)
  - Eunectes deschauenseei - Anaconda de manchas oscuras (Dunn & Conant, 1936)
- Acrantophis:
  - Acrantophis dumerili - Boa de Dumeril (Jan, 1860)
  - Acrantophis madagascariensis - Boa de Madagascar meridional (Duméril & Bibron, 1844)
- Charina:
  - Charina umbratica - Boa de goma del sur (Blainville, 1835)
  - Charina bottae - Boa de goma del norte (Blainville, 1835)
- Lichanura:
  - Lichanura trivirgata - Boa rosada (Cope, 1868)
  - Lichanura orcutti - Boa de tres líneas del norte (Stejneger, 1889)
- Epicrates:
  - Epicrates maurus - Boa arco iris colombiana (Gray, 1849)
- Sanziniinae:
  - Sanzinia madagascariensis - Boa arborícola de Madagascar (Duméril & Bibron, 1844)

La familia Boidae se divide en las siguientes subfamilias, según "The Reptile Database":
- Subfamilia Boinae:
  - Género Boa:
    - Boa atlantica Gonzalez, Bezerra de Lima, Passos & Silva, 2024[7] - Boa constrictora de la costa del atlántico de Brasil.
    - Boa constrictor Linnaeus, 1758 - Boa constrictora sudamericana.
    - Boa imperator Daudin, 1803[8][9] - Boa constrictora centroamericana.
    - Boa nebulosa Lazell, 1964[9] - Boa constrictora de Dominica.
    - Boa occidentalis Philippi, 1873[7] - Boa constrictora de las vizcacheras o Lampalagua.
    - Boa orophias Linnaeus, 1758[9] - Boa constrictora de Santa Lucía.
    - Boa sigma Smith, 1943[8][9][10] - Boa constrictora del Pacífico mexicano.

  - Género Chilabothrus:
    - Chilabothrus angulifer (Cocteau & Bibron, 1840) - Boa cubana
    - Chilabothrus argentum (Reynolds, Puente-Rolón, Geneva, Avilés-Rodríguez & Herrmann, 2016) - Boa de plata
    - Chilabothrus chrysogaster (Cope, 1871) - Boa de las Turcas y Caicos
    - Chilabothrus exsul (Netting & Goin, 1944) - Boa de las islas Ábaco
    - Chilabothrus fordii (Günther, 1861) - Boa terrestre de Haití
    - Chilabothrus gracilis (Fischer, 1888) - Boa arborícola de Haití
    - Chilabothrus granti (Stull, 1933) - Boa de las Islas Vírgenes
    - Chilabothrus inornatus (Reinhardt, 1843) - Boa de Puerto Rico
    - Chilabothrus monensis (Zenneck, 1898) - Boa de Mona
    - Chilabothrus schwartzi (Buden, 1975) - Boa del centro de las Bahamas
    - Chilabothrus striatus (Fischer, 1856) - Boa de la Española
    - Chilabothrus strigilatus (Cope, 1862) - Boa del sur de las Bahamas
    - Chilabothrus subflavus (Stejneger, 1901) - Boa de Jamaica

  - Género Corallus:
    - Corallus annulatus (Cope, 1875) - Boa arborícola anillada
    - Corallus batesii (Gray, 1860) - Boa esmeralda del Amazonas
    - Corallus blombergi (Rendahl & Vestergren, 1940) - Boa arborícola de Blomber
    - Corallus caninus (Linnaeus, 1758) - Boa esmeralda
    - Corallus cookii (Gray, 1842) - Boa arborícola de Cook
    - Corallus cropanii (Hoge, 1953) - Boa del Ribeira
    - Corallus grenadensis (Barbour, 1914) - Boa arborícola de Granada
    - Corallus hortulanus (Linnaeus, 1758) - Boa arborícola amazónica
    - Corallus ruschenbergerii (Cope, 1875) - Boa arborícola de Ruschenberger

  - Género Epicrates:
    - Epicrates alvarezi (Ábalos, Báez & Nader, 1964) - Boa arcoíris argentina
    - Epicrates assisi (Machado, 1945) - Boa arco iris de la caatinga
    - Epicrates cenchria (Linnaeus, 1758) - Boa arco iris brasileña
    - Epicrates crassus (Cope, 1862) - Boa arco iris paraguaya
    - Epicrates maurus (Gray, 1849) - Boa arco iris colombiana

  - Género Eunectes:
    - Eunectes beniensis (Dirksen, 2002) - Anaconda boliviana
    - Eunectes deschauenseei (Dunn & Conant, 1936) - Anaconda de manchas oscuras
    - Eunectes murinus (Linnaeus, 1758) - Anaconda verde
    - Eunectes notaeus (Cope, 1862) - Anaconda amarilla
- Subfamilia Erycinae:
  - Género Eryx:
    - Eryx borrii (Lanza & Nistri, 2005) - Boa de arena del norte
    - Eryx colubrinus (Linnaeus, 1758) - Boa de arena común
    - Eryx conicus (Schneider, 1801) - Boa de arena de cola áspera
    - Eryx elegans (Gray, 1849) - Boa de arena de Asia central
    - Eryx jaculus (Linnaeus, 1758) - Boa jabalina de arena
    - Eryx jayakari (Boulenger, 1888) - Boa de arena árabe
    - Eryx johnii (Russell, 1801) - Boa de arena de la India
    - Eryx miliaris (Pallas, 1773) - Boa de arena enana
    - Eryx muelleri (Boulenger, 1892) - Boa de arena de Müller
    - Eryx somalicus (Scortecci, 1939) - Boa de arena de Somalia
    - Eryx tataricus (Lichtenstein, 1823) - Boa de arena de Tartaria
    - Eryx vittatus (Chernov, 1959) - Boa de arena de Vittanos
    - Eryx whitakeri (Das, 1991) - Boa de arena de Whitaker
- Subfamilia Ungaliophiinae:
  - Género Exiliboa:
    - Exiliboa placata (Bogert, 1968) - Boa Enana de Oaxaqueña

  - Género Ungaliophis:
    - Ungaliophis continentalis (Müller, 1880) - Boa Enana chiapaneca
    - Ungaliophis panamensis (Shmidt, 1933) - Boa Enana de Panamá
- Subfamilia Calabariinae:
  - Género Calabaria:
    - Calabaria reinhardtii (Schlegel, 1851) - Pitón Calabar

- Subfamilia Candoiinae:
  - Género Candoia:
    - Candoia aspera (Günther, 1877) - Boa de Nueva Guinea
    - Candoia bibroni  (Deméril & Bibron, 1844) - Boa del Pacífico
    - Candoia carinata (Schneider, 1801) - Boa de Schneider o boa del pacífico
    - Candoia paulsoni (Stull, 1956) - Boa de la Isla Salomón
    - Candoia superciliosa (Günther, 1863) - Boa de nariz biselada de Palau
- Subfamilia Sanziniinae:
  - Género Acrantophis:
    - Acrantophis dumerili (Jan, 1860) - Boa de Dumeril
    - Acrantophis madagascariensis (Deméril & Bibron, 1844) - Boa de Madagascar meridional

  - Género Sanzinia:
    - Sanzinia madagascariensis (Deméril & Bibron, 1844) - Boa arborícola de Madagascar
    - Sanzinia volontany (Vences & Glaw, 2004) - Boa de Nosy Komba
- Subfamilia Charininae:
  - Género Charina:
    - Charina bottae (Blaninville, 1835) - Boa de goma del norte
    - Charina umbratica (Klauber, 1943) - Boa de goma del sur

  - Género Lichanura:
    - Lichanura orcutti (Stejneger, 1889) - Boa de tres líneas del norte
    - Lichanura trivirgata (Cope, 1861) - Boa rosada